# Endō Shūsaku Bungakukan

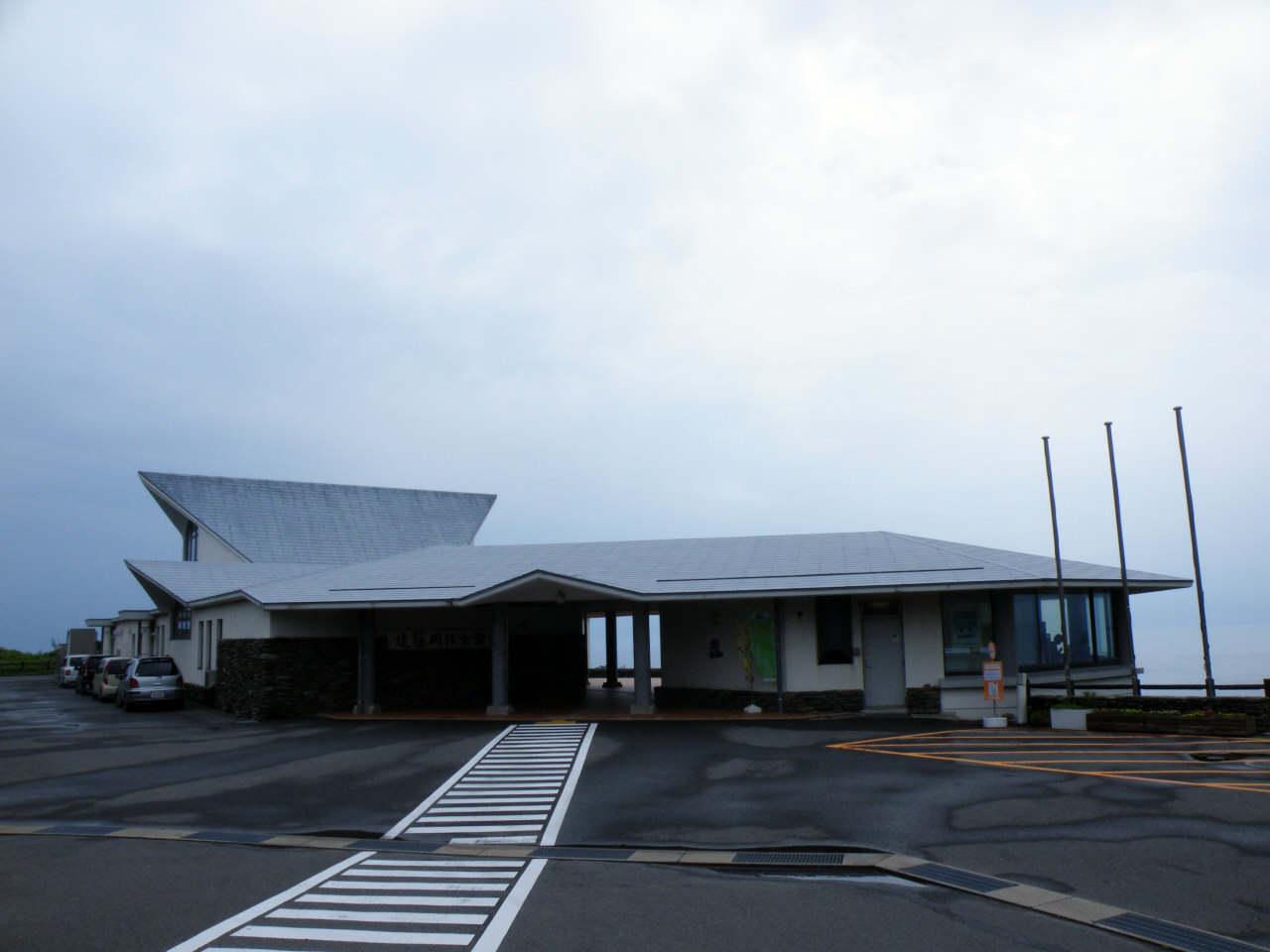
Das Endō Shūsaku Literaturmuseum in Nagasaki

Das Endō Shūsaku Bungakukan (jap. 遠藤周作文学館, dt. „Endō-Shūsaku-Literaturmuseum“) wurde am 13. Mai 2000 in Nagasaki in der Präfektur Nagasaki eröffnet.

## Übersicht
Das Museum sammelt Materialien von und über den Schriftsteller Endō Shūsaku, dessen Schaffen vom katholischen Glauben geprägt war. Ursprünglich wurde das Museum im Jahr 2000 als „Endō-Shūsaku-Literaturmuseum der Stadt Sotome“ im Landkreis Nishisonogi eröffnet. Mit der Eingliederung Sotomes in die Stadt Nagasaki übernahm diese auch das Literaturmuseum.
Das Museum beherbergt die Rekonstruktion von Endōs Arbeitszimmer mit Endōs Schreibpult, Manuskripten, Fotografien etc. Darüber hinaus wählt das Museum im Wechsel von zwei Jahren ein Schwerpunktthema für die Ausstellung. Außerdem befindet sich eine Bibliothek im Haus und Freiraum, der zum gegenseitigen Austausch gedacht ist. Hier kann man auch dem von Endō selbst sehr geschätzten Go-Spiel nachgehen.
Die Stadt Sotome ist bekannt als Zentrum der sogenannten Kakure Kirishitan, verborgenen Christen. Hier spielt zudem Endōs Hauptwerk Schweigen (沈黙, Chimmoku) von 1966. Im Jahr 1987 hatte die Stadt Sotome bereits ein Steindenkmal für Chimmoku (沈黙の碑, Chimmoku no ishibumi) aufgestellt mit der Inschrift:
| Inschrift                                               | Umschrift                                                           | Sinngemäß                                                    |
| ------------------------------------------------------- | ------------------------------------------------------------------- | ------------------------------------------------------------ |
| 人間が こんなに 哀しいのに 主よ 海があまりに 碧いのです | Ningen ga Konna ni Kanashii noni Shu yo Umi ga amari ni Aoi no desu | Die Menschheit ist so betrübt oh Herr (und) die See so blau. |

- Adresse: 77, Higashi-Shitsumachi, Nagasaki, 851-2327